# Окропиридзе, Юлия Юрьевна
Юлия Юрьевна Окропиридзе (укр. Юлія Юріївна Окропірідзе; 24 июня 1989, Бровары, Киевская область) — украинская бальная танцовщица и тренер. Бронзовый призёр Чемпионата Украины-2006 (Стандарт), неоднократный призёр международных соревнований.
Европейской (в том числе, российской) аудитории известна выступлением от Украины на первом в истории официальном Танцевальном Евровидении-2007 в паре с Ильёй Сидоренко, где они заняли второе место, незначительно уступив финской паре Юсси Вяянанен & Катья Коуккула.
Их второй танец на конкурсе — комбинация гопака и пасодобля под песню группы ВВ «Гоп-ця» — стал одним из самых запоминающихся моментов за всю историю Танцевального Евровидения.
Победила в конкурсе красоты «Мисс Бровары 2006».

## Биография
Окропиридзе Юлия Юрьевна, родилась 24 июня 1989 года в г. Бровары Киевской обл.
В 1996 году вступила в Броварскую специализированную школу № 5 с углублённым изучением иностранных языков, которую закончила в 2006 году.
С 1995 по 2000 годы училась в музыкальной школе по класу фортепиано, занималась в детском вокальном джазовом коллективе под управлением Виктории Зотовой, с 5 лет занималась классическим танцем, с 7 лет- спортивно-бальными танцами.
В 2011 году закончила Киевский национальный университет культуры и искусств, факультет режиссуры и хореографии, специальность бальная хореография (заочное отделение, степень — бакалавр).
На протяжении танцевальной карьеры имела четырёх партнёров (Ярослав Меркотун, Андрей Волошко, Илья Сидоренко, Андрей Камышный), принимала участие во всеукраинских и международных соревнованиях.
В 2000—2003 и 2008—2009 гг. танцевала в клубе «Ювента», тренеры Елена Павлова и Владимир Марченко; с 2003 по 2007 годы — в клубе «Спорт-Данс», тренеры Валентина Федорчук и Елена Лемешко-Федорчук.
Играет на фортепиано, пела в киевском джазовом хоре «Джаз бенд», владеет английским и французским языками, занимается карате и боулингом.

## Участие в Евровидении
В июне 2007 г. пара Окропиридзе Юлия — Сидоренко Илья победила в Национальном отборе на участие в Танцевальном Евровидении-2007, который проводился в прямом эфире Первого Национального Канала Украинского Телевидения (УТ-1) в г. Киев.
1 сентября 2007 года в Лондоне в паре с Ильёй Сидоренко представили Украину на Первом Танцевальном Евровидении-2007 и среди 18 пар, которые представляли 18 европейских стран, заняли 2 место.
На конкурсе в Лондоне пара Юлия Окропиридзе — Илья Сидоренко исполнила танцы:
1. квикстеп «Istanbul (not Constantinople)» (из саундтрека «Mona Lisa Smile» Н. Саймона и Дж. Кеннеди),
2. вольный стиль с элементами гопака и пасодобля (под песню «Гоп-ця» группы «Вопли Видоплясова»).

Хореографы: Валентина Федорчук и Елена Лемешко-Федорчук.

## Украинские «Танцы со звёздами»-3 (Лига Чемпионов — международный проект)
Юлия принимала участие в Украинской версии Танцев со звёздами (Третий Сезон — Лига Чемпионов) на канале 1+1 в паре с победителем австрийской версии Танцев со Звёздами Мануэлем Ортегой. Известно, что Мануэль настоял именно на кандидатуре Юлии в качестве своей партнёрши, будучи поражён её выступлением на Танцевальном Евровидении-2007.

## Участие в турнирах по бальным танцам
Наилучшими результатами пары Окропиридзе Юлия — Сидоренко Илья являются:
- 12.03.2005 — г. Минск, турнир IDSF International Open, Латиноамериканская программа, категория «Взрослые» — 2 место;
- 11-12.02.2006 — г. Киев, Чемпионат Украины, 10 танцев, категория Молодёжь-2 — 4 место;
- 26.11.2006 — г. Харьков, Конкурс по спортивному танцу «Звёздный фейерверк», Стандартная программа, категория «Взрослые» −3 место;
- 2-3.12.2006 — г. Киев, Чемпионат Украины, категория «Взрослые»: Стандартная программа — 3 место, Латиноамериканская программа — 6 место;
- 9-11.02.2007 — г. Киев, Чемпионат Украины, 10 танцев, категория «Взрослые» — 4 место;
- 3-4.03.2007 — г. Киев, Чемпионат мира по Стандартной программе — 5 место;